# Österrikes herrlandslag i innebandy
Österrikes damlandslag i innebandy representerar Österrike i innebandy på herrsidan.

## Historik
Laget spelade sin första landskamp den 1 maj 1998, då man föll mot Tyskland med 1-8.

### Fotnoter
1. ↑  ”International Floorball Federation”. http://www.floorball.org/default.asp?kieli=826&sivu=154&alasivu=154. Läst 22 augusti 2011.